# Kayo Vos
Kayo Vos (Puttershoek, 10 juni 2003) is een Nederlands langebaanschaatser. Zijn specialisatie ligt op de sprint (500 en 1000 meter). Sinds 2022 rijdt Vos voor Team IKO en in oktober 2023 verlengde hij zijn contract tot en met 2026 bij de ploeg.

## Loopbaan
In 2022 nam Kayo Vos succesvol deel aan het WK Junioren. Op zowel de 1000 meter als de Mass Start pakte hij in Innsbruck de zilveren medaille. Op de 1000 meter zorgde hij bovendien met Joep Wennemars en Tim Prins voor een oranjepodium. Ook startte Vos op de 500, 1500m en de Teamsprint, maar op die afstanden behaalde hij geen medaille. Na dit succesvolle WK Junioren tekende Vos zijn eerste contract bij een professionele ploeg: Team IKO.
Kayo Vos richtte zich in het begin van zijn carrière op zowel de sprint en middellange afstanden als de massastart, waarmee hij bij de junioren ook succesvol was. In zijn eerste jaar bij de senioren plaatste hij zich ook direct voor 4 afstanden op het NK Afstanden in februari 2023. Hierbij was de 12e plaats op de 1500 meter zijn beste resultaat. In het seizoen erna ontwikkelde Vos zich gestaag door en reed hij aan het einde van het seizoen een solide NK Sprint met op de afsluitende 1000 meter een nieuw persoonlijk record.

#### Seizoen 2024-2025
Bij aanvang van het seizoen 2024-25 lijkt de focus van Kayo Vos steeds meer te verschuiven naar de sprint. Tijdens het WCKT nam hij namelijk niet deel aan de 1500 meter. Op de 2 kortste afstanden weet Vos zich daarentegen ieder seizoen steeds iets te verbeteren en op 21 december 2024 reed hij tijdens een trainingswedstrijd voor het eerst de 500 meter onder de 35 seconden: 34,95. Een week later herhaalde hij deze prestatie door op het NK Sprint opnieuw een 34'er te rijden. Op dit NK schaatste hij naar een 9e plek in het eindklassement, een verbetering van de prestatie in de twee seizoenen ervoor. Ruim een maand later, op het NK Afstanden van 2025, verbeterde hij opnieuw zijn persoonlijk record: tijdens de eerste omloop van de 500 meter reed hij naar 34,83: de zevende tijd. Twee dagen later doorbrak hij op 16 februari 2025 ook de barrière van 1.09 op de 1000 meter: 1.08,70. 
Behalve op NK's, liet Vos zich ook gelden tijdens de Holland Cup wedstrijden, een competitie georganiseerd door de KNSB op regionale schaatsbanen in Nederland. Ondanks dat hij zelf in een interview aan heeft gegeven zichzelf niet te zien als een echte 500 meter schaatser, reed hij vooral op de kortste afstand naar goede resultaten. In zowel Utrecht als tijdens de finale in Breda reed hij naar de winst, wat hem ook de overwinning in het klassement op de 500 meter opleverde. Hierdoor won hij voor het tweede seizoen op rij dit klassement.

## Persoonlijke records[8]
| Afstand    | Tijd    | Datum             | Baan       |
| ---------- | ------- | ----------------- | ---------- |
| 500 meter  | 34,78   | 21 maart 2025     | Calgary    |
| 1000 meter | 1.08,70 | 16 februari 2025  | Heerenveen |
| 1500 meter | 1.47,39 | 29 oktober 2022   | Heerenveen |
| 3000 meter | 3.54,33 | 18 september 2021 | Heerenveen |
| 5000 meter | 6.52,13 | 9 januari 2022    | Groningen  |

(laatst bijgewerkt: 25 maart 2025)

## Resultaten
| Jaar | NK Afstanden                                | NK Sprint               |
| ---- | ------------------------------------------- | ----------------------- |
| 2023 | 19e 500m 14e 1000m 12e 1500m 13e Mass Start | 10e (11e, 8e, 11e, 10e) |
| 2024 | 19e 500m 14e 1000m 17e 15000m               | 10e (10e, 13e, 9e, 11e) |
| 2025 | 11e 500m 10e 1000m                          | 9e (6e, 9e, 9e, 10e)    |

Team IKO
Joy Beune · Stijn van de Bunt · Mats van den Bos · Sebas Diniz · Michelle de Jong · Robin Groot · Pien Hersman · Marten Liiv · Dai Dai N'tab · Jesse Speijers · Bart Swings · Kayo Vos
Coach: Erwin ten Hove · Martin ten Hove · Erik Bouwman